# 排角駅
排角駅（はいかくえき）は、中華人民共和国マカオ特別行政区タイパ島に位置するマカオLRTタイパ線の駅である。

## 歴史
- 2019年12月10日: 開業[1]。

## 隣の駅
マカオLRT
■タイパ線
運動場駅 - 排角駅 - コタイ西駅